# 電車

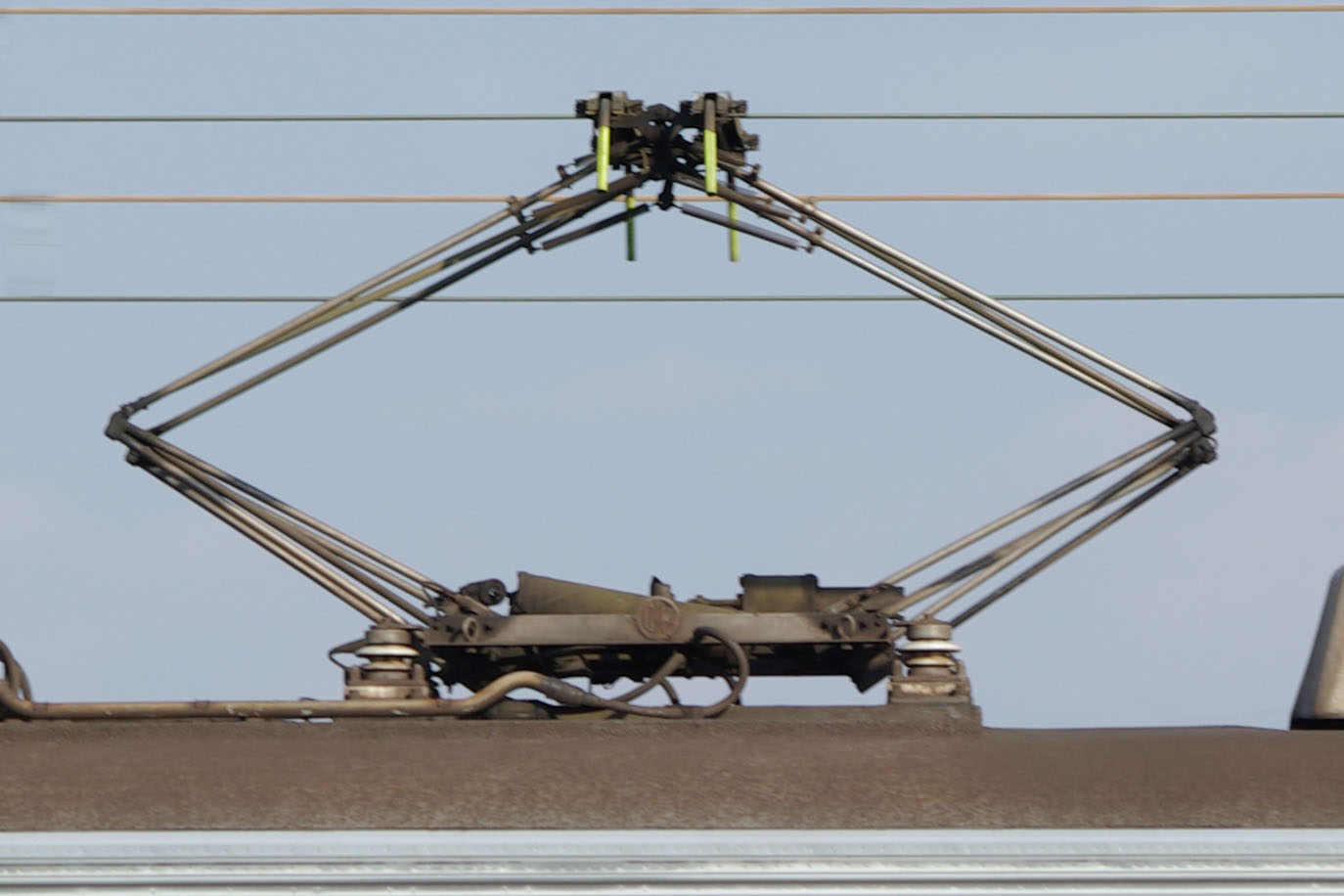
主に、屋根上のパンタグラフ等で架線から取り入れるパワーを動力とする。

電車（でんしゃ、英: train）は、鉄道車両のうち、電気を動力として自走する事が可能な客車や貨車の総称である。すなわち、客車や貨車そのものに動力が備わっており、機関車なしで自走可能な「電動客車」および「電動貨車」を指す。「電気列車」または「電動列車」とも呼ばれる。
電車のうち、動力を持つ車両は電動車(記号；M)、動力を持たず電動車と編成を組む車両は付随車(記号；T)。また、運転席のある付随車は制御車(記号；Tc)、電動車に運転席のある物は制御電動車(記号；Mc)と呼称する。
電動機を駆動する電力は、集電装置により外部から取り込む場合と、車載の蓄電池から供給する場合の2通りがある。車上の内燃機関で発電機を稼動させ、得られた電力で電動機を駆動する車両は電気式気動車と呼ばれ「電車」には含まれない。
また、電気を動力にする鉄道車両としては電気機関車もあるが、これも電車には含まれない。また、電気機関車に牽引される客車や貨車も電車には含まれない。
もともと「電車」は、自走式の電動機付き客車「電動客車」、および事業用車を含む電動機付き貨車「電動貨車など」の略称だったが、現在では一般名詞となり、各省庁をはじめ、運輸事業者や車両製造会社でも正式に用いられている。
なお、「電車」という語は電気機関車などの電気を動力とする列車全般や、電気以外の機関車、客車、貨車、気動車も含め、列車や鉄道路線、さらには鉄道そのものに対する一般名詞としても使用される。これについては後述する。
英名については本文#「EC」と「EMU」で詳述する。

## 歴史

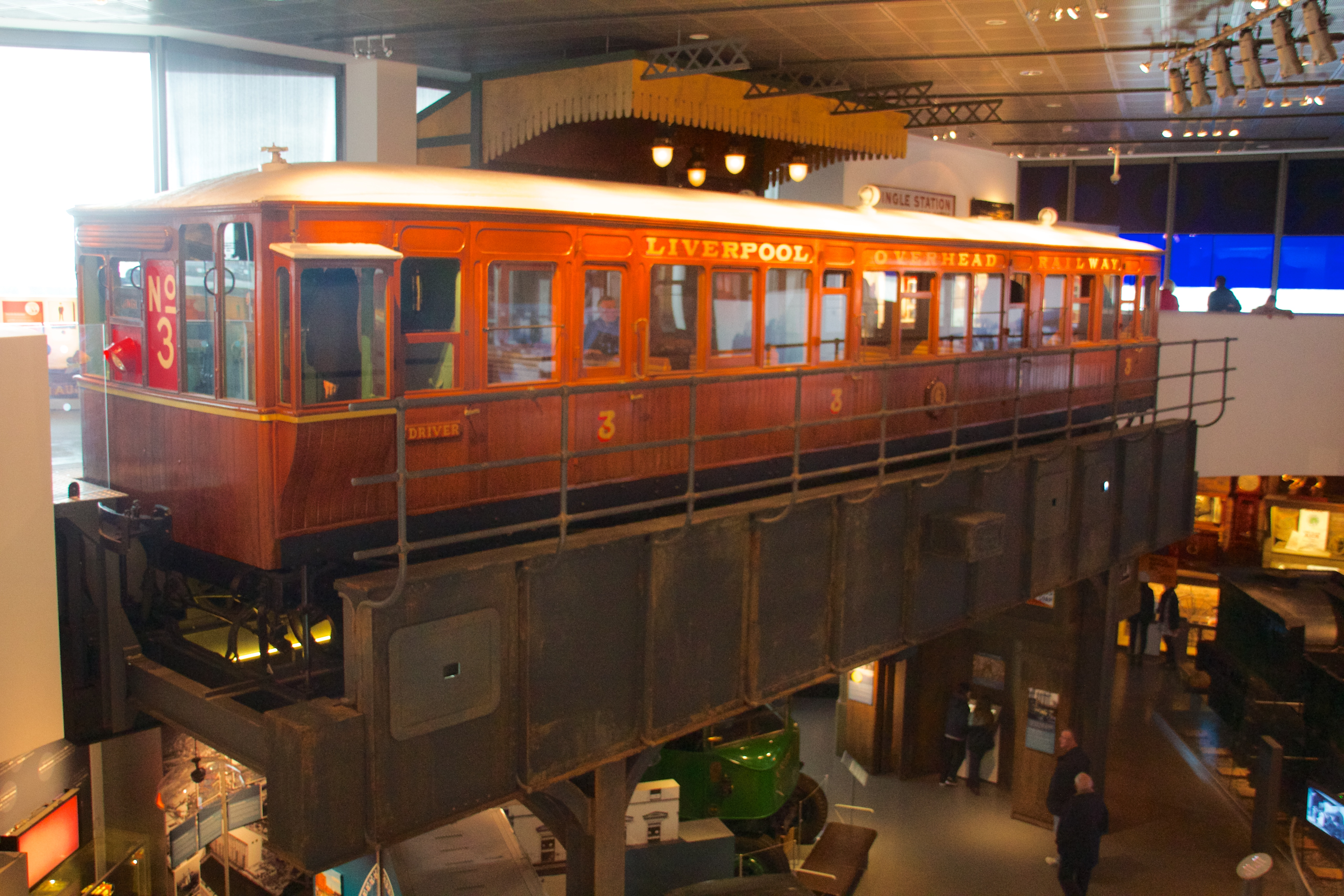
1893年開業のリヴァプール高架鉄道

世界最初の電車（電動車）は、ジーメンスが1879年にドイツのベルリン工業博覧会において、今で言う電気機関車が人の乗った客車を牽引して披露されたのが最初とされている。
その2年後の1881年、やはりベルリンにおいて世界最初の路面電車が営業運転を開始する。さらにその後1883年にフランスとイギリスで、1895年にアメリカで電車の営業運転が開始される。

## 概要

### 日本
現在の日本においては電車のほとんどが旅客用であり、貨物を積載する車両は事業用車と一部の貨車に限られている。事業用車については、自動車やモーターカーに転換され数が減りつつある。電動貨車はM250系の一系列のみである。かつては荷物車と郵便車が存在したが、現在はすべて廃止または旅客用に転用されている。
1941年、東京都電車は専用車を用意して三原橋 - 下板橋間で配給米の輸送を開始したが、これは戦時にトラックのガソリン使用量を減らすことが目的であり戦後は速やかに解消されている。
日本の旅客輸送では、電化区間では新幹線を始め、都市周辺の通勤路線や地方の在来線に至るまで電車主体の運行であり、非電化路線の気動車とともに動力分散方式が主流となっており、機関車牽引の旅客輸送列車は、全列車が機関車牽引の客車である大井川鐵道井川線及び黒部峡谷鉄道を除き、一部のジョイフルトレイン及びイベント列車などの臨時列車以外にはほとんど見られない。寝台列車（夜行列車）についても客車での定期運転は、2014年に終了している。
都道府県別では唯一徳島県のみ電車列車（電気機関車含む）が過去を遡っても存在しない（かつて「阿波電気軌道」という会社が存在したが、名前に反して非電化のまま国有化されている）。

### アジア
韓国は電車を使用した地下鉄や高架鉄道などの都市鉄道網が整備されているが、普通鉄道の電化率は約30%と控えめになっている。北朝鮮は平壌に地下鉄が二路線存在する。水力発電が使えたことから普通鉄道の電化率が約80%と大変高いが、動力集中方式が主体であり、また電力不足に悩まされている。かつて主体号という電車を開発していたが、詳細は不明である。
中華民国（台湾）や中華人民共和国では1990年代以降、電車による都市鉄道路線の開業が相次いだ。主に日本から技術導入した台湾高速鉄道、日欧各国などから技術導入した中華人民共和国の高速鉄道は電車方式が採用されている。台湾鉄路では、長距離列車も含めて電車での運行が主体となり、中国国鉄では高速鉄道の開業とともに電車化が進んだ。また、香港には中国からの高速鉄道が直通しているほか、香港トラムでは非常に珍しい2階建て路面電車が存在している。
東南アジア諸国では、21世紀に入って各国で電車を使用した地下鉄や高架鉄道などの都市鉄道網の建設ラッシュとなっている。普通鉄道に関しては、都市近郊線も含め主要幹線に非電化区間が多いが、マレーシアのクアラルンプール近郊の電化区間におけるKTMコミューターと、インドネシアのジャカルタ首都圏におけるKRLジャボタベックなどは電車化されている。

### ヨーロッパ

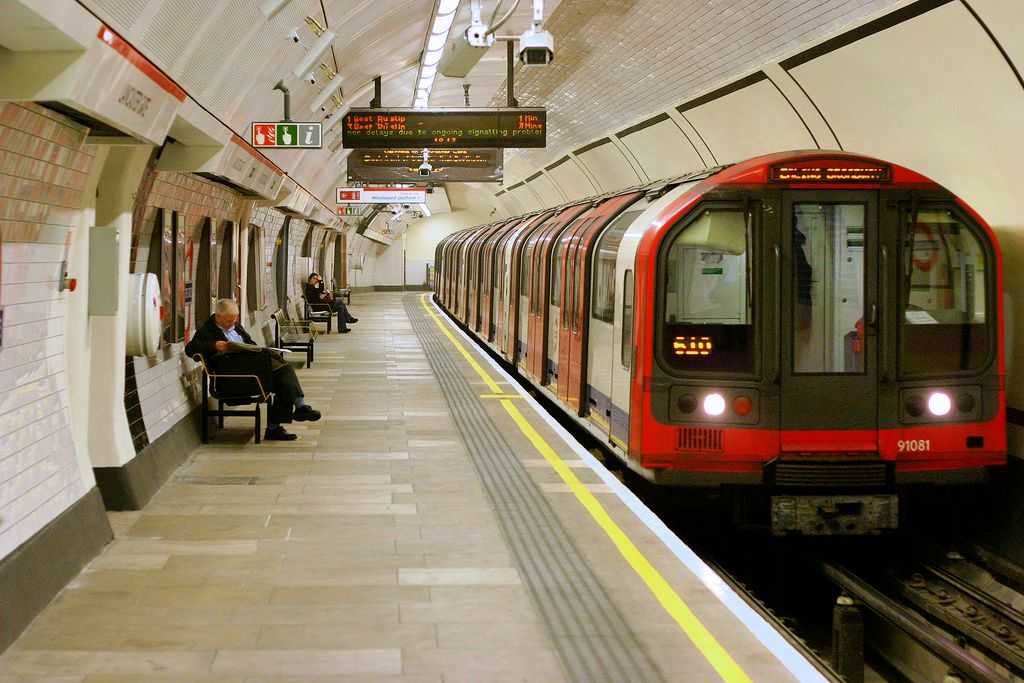
地下鉄の一例 (ロンドン地下鉄)

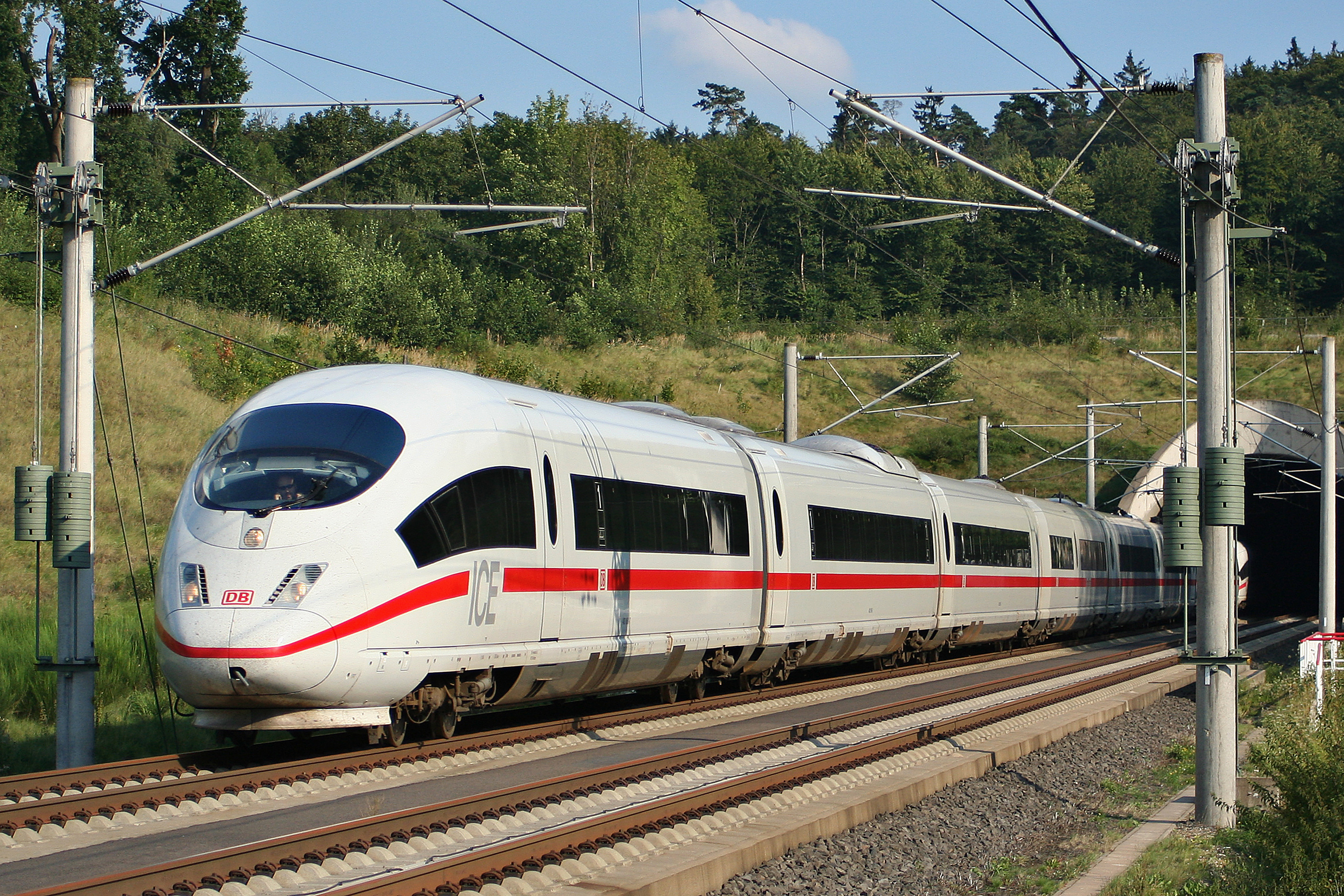
高速鉄道の一例 (ICE)

ヨーロッパ大陸各国では、長距離や主要路線の列車は機関車の牽引する客車列車が主体だったことから電車の採用例は少なかったが、近郊輸送においては、パリ・ベルリンなどの大都市周辺で日本同様の国鉄近郊電車網が構築されていた。
フランス・ドイツを始めほとんどの国の長距離列車や国際列車は、長らくのあいだ機関車牽引列車か気動車列車が中心だったが、勾配や急カーブの多い路線を有するということで日本と共通するイタリア国鉄では、1930年代半ばより高速電車列車の開発に力を注ぎ、1936年には、世界最初の本格的な長距離高速特急形電車であるETR200を製造した。この電車は流線型をした3両連接構造で、台車装荷の電動機（いわゆるカルダン駆動）を持ち、最高運転速度は160km/hだったが、1939年の高速度試験運転では203km/hの速度を出している。この電車の成功により、1953年には高名なETR300セッテベロ、1960年にはETR250アレッチーノが製造された。これらの特急用高速電車はカルダン駆動と連接構造を基本とし、通常の電車のALeという電車形式に対し、特急電車という意味のETRという独自の形式が付けられた。イタリアの電車は、その後ETR400/ETR450ペンドリーノ、ETR460/ETR480ユーロスターイタリア（イギリスのユーロスターインターナショナルより買う。）、ETR470チザルピーノなどに発展した。
また、国土が狭く路線の大半が電化されているベネルクスの鉄道（特に、NSオランダ鉄道、SNCB/NMBSベルギー国鉄）は、電車によるインターシティー網が国土中に張り巡らされており、JR九州や近鉄の特急電車網に近い姿である。ドイツやフランスでは、長らく中距離列車・地方都市圏の近郊列車では客車と機関車で固定編成を組んだプッシュプルトレインが主流だったが、近年はこういった列車でも急速に電車が増加している。こういった路線は、地方線向けの新型電車（中にはLRTのような電車もある）や大都市圏で使われた中古の通勤電車の転用が多い。
都市鉄道では、ホームの有効長に限りがあり高加速が必要な地下鉄、都市中心部の中量輸送手段であるピープルムーバー、近年急速に導入が進むLRTなどの例がある。LRTに関してはヨーロッパのメーカーが低床の技術に長けていることから、日本でもヨーロッパ製のLRVを購入している事業者が多い。
英国の電化区間においては、ヒースロー・エクスプレスをはじめとした短・中距離輸送において電車が積極的に用いられている。第三軌条を用いながら160km/hにも及ぶ高速運転を行うのもイギリスの電車の特徴である。
高速鉄道においては、ICEやTGVをはじめとした動力集中式が主流だったものの、ドイツでは近年の高速鉄道網拡大においては建設コストを低減するために急勾配の路線を採用する箇所があり、そのような線区ではICE3などの動力分散式車両を用いている。一方フランスでは高速試験に使用されたV150編成において機関車方式でありながら中間車にもモーターを搭載する準動力分散式を採用している。ヨーロッパでは今後の高速化・路線網の拡大につれて動力分散式の高速電車が普及していくと思われる。

### アメリカ
現在のアムトラックの列車にあたる通常鉄道（ヘビーレール）の分野では、ニューヨーク・シカゴなどの大都市近郊輸送を除いて電車列車が使われてきたケースは極めて少ない（それ以前に、電化区間そのものが少ない）。西海岸の主要都市が集まるカリフォルニアでも、近郊列車はディーゼル機関車牽引の客車列車である。電化区間であるニューヨーク - ワシントンD.C.間を走る特急メトロライナーは、登場時日本の新幹線同様の200km/h対応の電車列車だったが、故障が頻発したために程なく電気機関車牽引列車に置き換えられた。過去から現在に至るまで、アメリカの幹線鉄道路線においては電車は主要な役割を担うことはなかったのである。

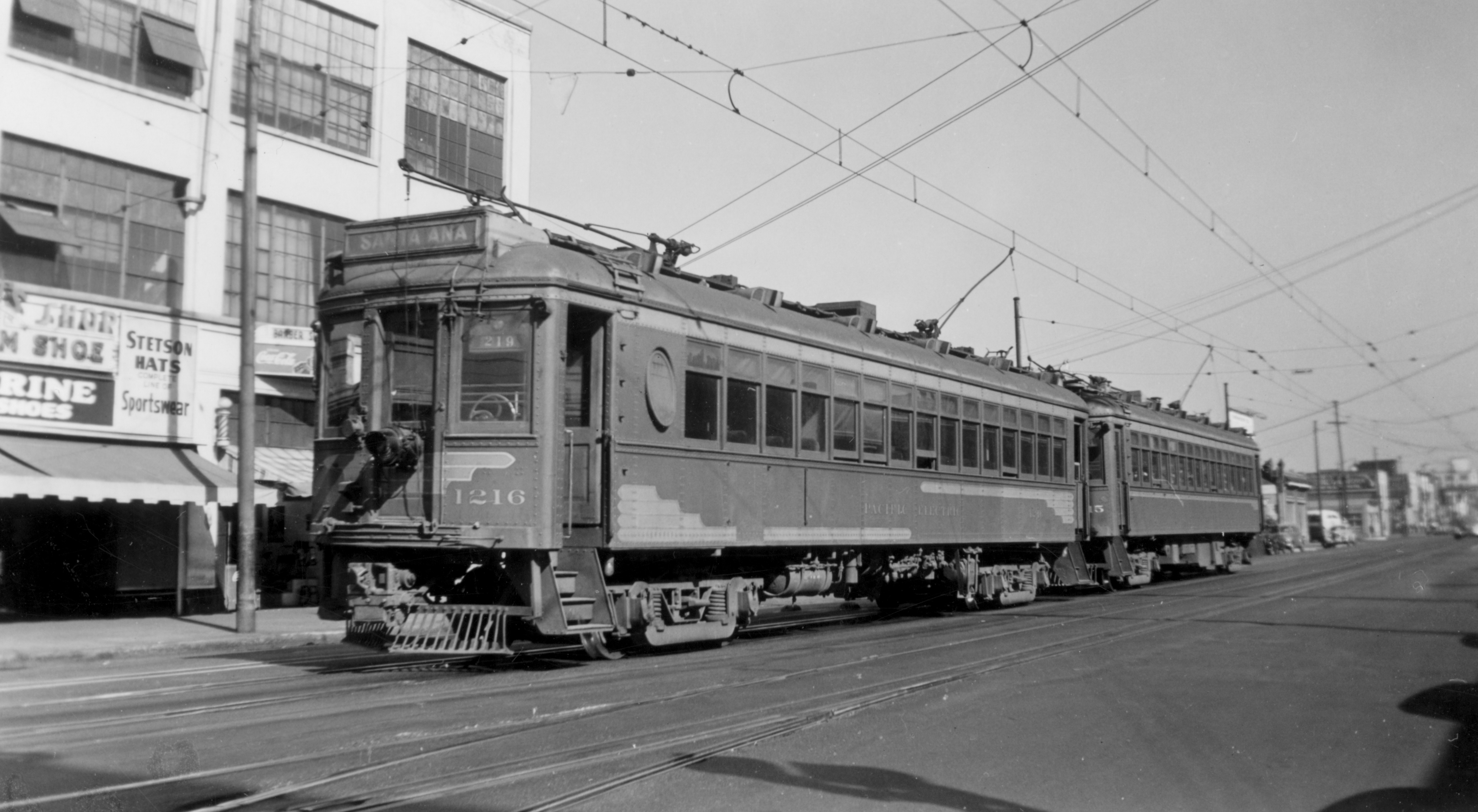
かつてロサンゼルス近郊地域に大規模な路線ネットワークを有していたインターアーバンであるパシフィック電鉄の電車（1940年代に撮影）

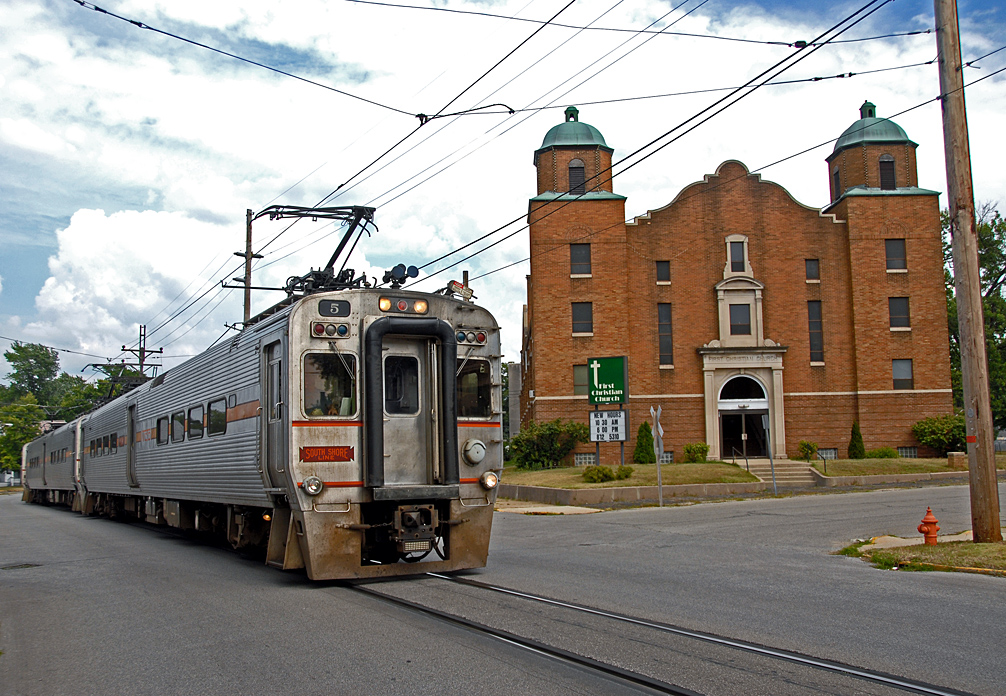
現存するインターアーバン路線の1つであるサウスショアー線

アメリカの電車で特筆すべきは、インターアーバン（都市間電気鉄道）の存在である。これは20世紀初頭のアメリカの至る所で敷設された高速運転を特徴とする都市間電気鉄道群である。インターアーバンは市街地中心部に併用軌道区間を設けて乗り入れるなど通常鉄道（ヘビーレール）とは独立した存在であり、アメリカの電車はこのインターアーバンで発達した。1930年代以降の急激なモータリゼーションの発展により、インターアーバンは激減し、アメリカでは現在わずか2本しか路線が残っていない。インターアーバンは現在のアメリカの鉄道界からはほぼ消え去った存在であるが、草創期の日本の電気鉄道の手本となった存在であった。また、第二次大戦にて技術導入が途絶えたものの、戦後の1950年代後半まで日本の電車の近代化は多くがアメリカのインターアーバンで採用された技術に基づいており、歴史上極めて重要な存在である。特に1941年にWH社の技術で開発されたWN駆動装置を搭載して登場した、シカゴ・ノースショアー線のエレクトロライナー型高速急行電車は、初の本格的な高性能高速電車として、アメリカ電車史上最高の傑作車両として現在でも高く評価されている。
地下鉄や路面電車/LRTの分野ではもちろん電車が主力である。LRTに関しては、インターアーバン激減期からあまりにも製造が途絶えたためにアメリカの電車製造技術が大幅に停滞し、これに伴い鉄道車両メーカーの解散や事業譲渡が相次ぎもはや電車を手掛ける国内メーカー自体皆無に等しいため、日本やドイツの技術を用いて作られた電車も多い。

### 中南米
中南米では、旅客鉄道は衰退傾向にあり、国鉄ではあまり電車は使われていない。各国の首都など人口規模の多い大都市が多いため、中南米には地下鉄が多い。フランス製のゴムタイヤ地下鉄の採用例が多い。アルゼンチンのブエノスアイレスの地下鉄は、日本の地下鉄と同じ規格だったことから、営団地下鉄（現在：東京メトロ）丸ノ内線や名古屋市営地下鉄の中古電車が輸出されて使われている。

## 「EC」と「EMU」
電車は、2通りの英訳がなされる。
1. Electric Car 略称：EC
2. Electric Multiple-Unit 略称：EMU

「Electric Car」は、通常、路面電車等で用いられる単行、もしくは2、3両程度の、軽便な軌道用の車両を指す。しかし、日本ではその導入の由来、発展の経緯から、すべての電車を「Electric Car」としている。
一方、「Electric Multiple-Unit」は、主に英語圏で使用される言葉である。「Multiple-Unit」は、動力分散方式と訳されることが多いが総括制御方式というような意味もあり、TGVとその派生車両や、ICE 1, ICE 2のように、無動力の客車を編成両端の機関車とも言える動力車ではさんだもの、またスイス国鉄のRAe1050TEEⅡ型電車のように、逆に中央にのみ集中型の動力車を置くもの、さらにはスイスやオランダ国鉄のように、客車列車の一端の電気機関車にも若干の客席を設けたものなど、日本の電車の概念には当てはめ難いものも多く含む。
TGVやICE 1・2の中間車は、通常の機関車による牽引、推進運転には対応しておらず、必ず専用の動力車との固定編成が組まれるが、日本では通常、この形態は「電気機関車 + 客車」の、動力集中方式として認識される場合が多い。

## 構造

### 走り装置

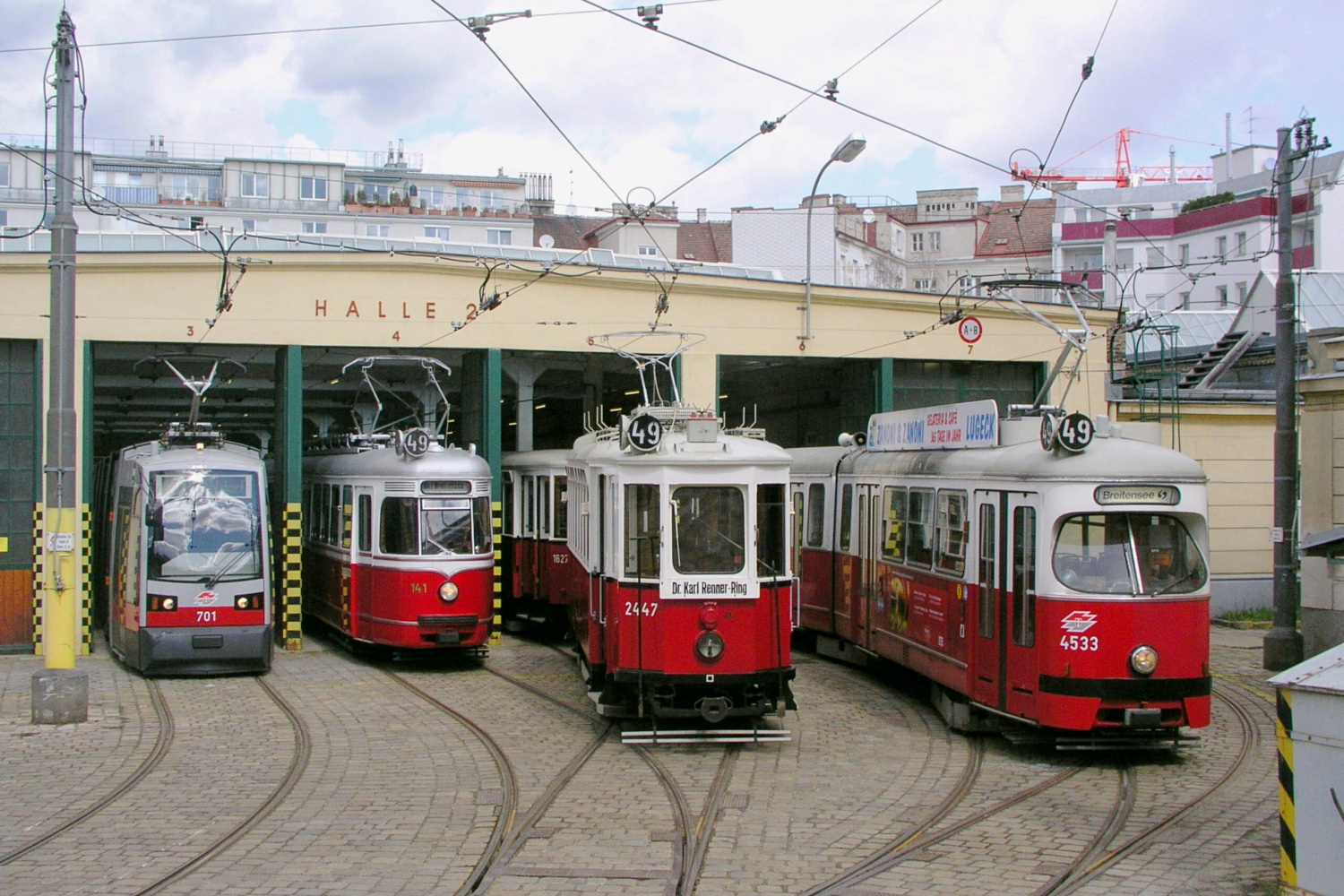
路面電車の一例 (ウィーン市電)

黎明期の小型車や路面電車では、単車とも呼ばれる二軸式が普及したが、現在の高速電車では、連接式を含め、ほとんどが二軸のボギー式である。
バリアフリー化を目的とした超低床電車では、通しの車軸を持たない左右独立車輪で首を振らない台車や、一軸台車なども使われる。
直流電動機の直並列制御を用いるのが一般的な電車においては、電動機が偶数個である必要があり、動軸も偶数である。また駆動システムでモノモーター方式を採用する場合にも、空転を防ぐため二軸駆動とすることが求められる。このため、軽便鉄道の気動車などに見られる片ボギー式の採用例は、過去に栃尾電鉄で見られたように、気動車のエンジンを撤去し、そこに電動機を装架する、といった特殊なケースを除くと事実上皆無である。

### 動力

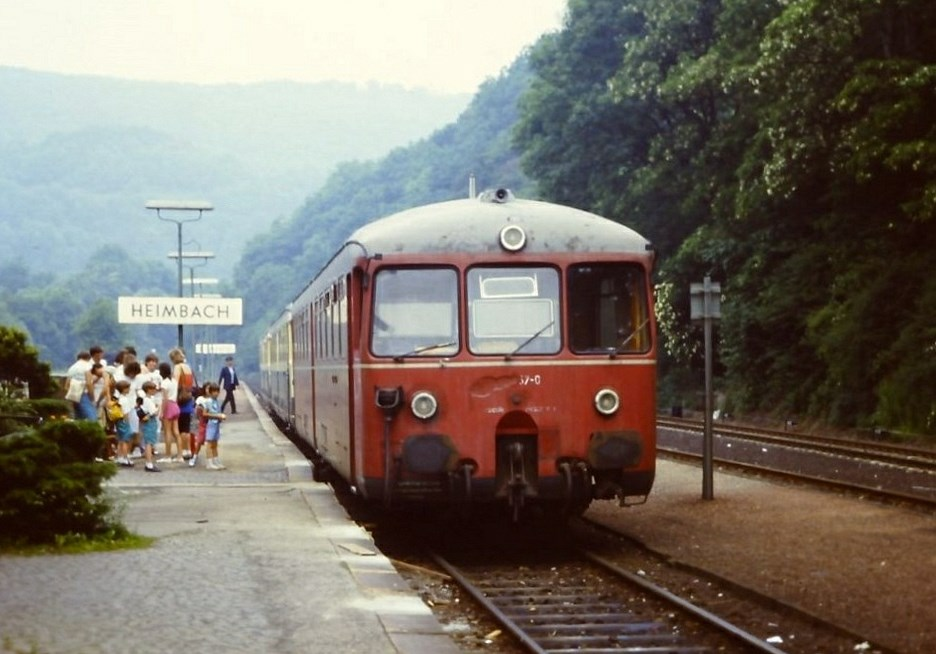
西ドイツ国鉄（当時）の蓄電池電車ETA150

線路上空に設けられた架線、または線路脇に設けられた第三軌条に接した集電装置（架線の場合は大半がパンタグラフで、ごくまれにトロリーポールまたはビューゲル、第三軌条方式の場合は集電靴）から、また、蓄電池式のものは蓄電池から電流を車両内の回路へと取り入れる。取り入れられた電流はまず断流器を通り、主制御器へと流れる。交直流型電車で交流電流を使用する場合は、主制御器に入る前に変圧器で特別高圧から高圧に電圧降下された後、整流器で交流を直流に整流する。交流型電車では、変圧器で特別高圧から高圧に電圧降下された後、主制御器であるVVVF制御やサイリスタ位相制御に送られる。半導体制御を用いない交流電車ではタップ制御のように降圧・整流の機構が主制御器と一体化している場合もある。
電流は続いて主制御器で電圧を制御した上で駆動系へと流れ、動力台車に装荷されている主電動機を駆動する。主電動機は、回転運動を歯車により車軸へ伝達し、車軸が回転する。地下鉄などの車上一次式リニアモーターを用いた電車は、動力台車内の電磁石と線路上の固定電磁石（リアクションプレート）の間に生じる力によって走行する。

### 制御
複数車両が連結された場合、総括制御が行われる。すなわち、先頭車両の運転席に設けられたマスター・コントローラー（マスコン）を操作することにより、2両目以降の車両にも指令が電気信号によって送られ、編成中のすべての車両の電動機の駆動や電気ブレーキを操作する。直接制御方式の場合は2両目以降の車両にも運転士が乗り、先頭車の運転士からの指示に従い、協調運転を行う必要がある。
電気信号は、車両の連結面の下部に設けられているジャンパ栓や連結器下部に備わる電気連結器（電連）を介して送られる。

### ブレーキ
日本の鉄道車両は法規上、2系統以上のブレーキを装備することが義務付けられており、電車には鉄道車両で一般的な留置用の機械ブレーキと、制動用の空気ブレーキが備えられている。超低床電車の一部では、圧縮空気を利用した機構を一切用いないエアレス式のものがあり、その場合は電気ブレーキのみを常用して停車直前に機械式ブレーキを用いる（他に、例外的なものとして、動態保存された明治期の電車が手動の機械式ブレーキを常用している）。
電車の空気ブレーキは、単行電車では直通ブレーキ、連結運転では自動ブレーキが用いられる。大都市近郊の通勤電車などでは長編成で高密度運転をするために、一部では電磁自動ブレーキも用いられた。いわゆる高性能電車・新性能電車では電磁直通ブレーキが一般化し（日本では1950年代から）、その後電気指令式ブレーキに移行した。現役車両では主に後2者が用いられている。現在では、これらの常用ブレーキのほか、常用ブレーキの異常に備え、別系統の空気ブレーキである、直通予備ブレーキが設置されている。これは事業者によっては保安ブレーキなどの名称で呼ぶ場合がある。
その他に、走行用電動機を利用した電気ブレーキを持つものが多く、電動機の発生電流を車上の抵抗器で熱に換える「発電ブレーキ」と、架線や第三軌条に返す「電力回生ブレーキ」に大別できる。このほかの電気ブレーキには、電磁誘導を利用した「渦電流ブレーキ」、電磁石をレールに吸い付ける「電磁吸着ブレーキ」などがある。
電車には2通りの止まり方ある。高い段階のブレーキをかけて徐々に緩めて、低い段階のブレーキをかけた状態で止まる方法と（関東地方の私鉄に多く見られる止まり方なので通称「関東式」）と、高い段階のブレーキをかけてから中段階のブレーキを一定にかけて、停車寸前でブレーキを解放して止まる方法（近畿地方（関西）の私鉄の多く見られる止まり方なので通称「関西式」、または「余圧止め」）の2つである。

### 動力以外の電源
制御系機器の電源として、また室内灯や冷暖房などのサービス電源用として、架線から取り入れた電力により電動発電機または静止形インバータ装置を作動させる。

## 長所・短所
電車方式のうちの動力分散方式は、機関車が客車を牽引する列車の方式（動力集中方式のうち、機関車を動力車とするもの）に比較して、以下のような特徴が挙げられる。

### 主な長所
- 動輪など走行装置を多数分散させていることからのメリット。
  - 重量あたりの牽引力を大きくでき、加速性能が良い。
  - MT比にもよるが、両数の増減による編成としての出力特性の変化が少ない。
  - 一部の電動車が故障しても、運転が続けられるため冗長性が高い。
  - 動力車の重量が分散するため、線路に掛かる軸重が抑えられ、軌道破壊力が低い。線路敷設や保線にかかるコストが低減できる（新幹線が欧米の主流である機関車牽引の客車方式ではなく、電車方式で計画されたのは島秀雄がこの点を推したためといわれている）。
- 電動機を制動用発電機として使えるため、ブレーキシューやパッドの交換周期が延長でき、ブレーキダストも低減できる。また、回生ブレーキとすることで、運動エネルギーの一部を回収できるため省エネ効果が高い。
- 自走でき、始発駅や終着駅で方向転換（折り返し）の際に機回しが不要なため、運行効率が高い[注釈 6]。

### 主な短所
- 動力を客車の床下に搭載しているため騒音や振動が客車に比べ多い。
- 機器類の分散配置は、特に長大編成の場合、動力集中方式に比してイニシャルコスト、メンテナンスコストともに大幅に増大する。
- 車両ごとに役割と搭載機器が決められたユニット方式の場合、需要に応じての増車、減車が難しい。
- 現役の電車の空気ブレーキは、ほとんどが電気指令式か電磁直通ブレーキであるが、両者が混在する場合には読み替え装置が必要である。また、電車以外では現在も一般的な自動空気ブレーキの鉄道車両と電車（203系以前の国鉄型電車などを除く）とを連結する際も、読み替え装置を用いるか電車側に自動ブレーキ機器を仮設する必要がある。
- ブレーキ系以外に、制御回路やサービス系機器の引き通し線の規格が違っていると相互の連結が出来ないので、営業列車の分割・併合を頻繁に行なう事業者では、異系列の電車の間でこれらの規格を統一するか読み替え装置を搭載しておかないと、車両運用に大きな制約を受ける。
- 電化されている必要があり、基本的には同一の電気方式による電化区間しか走行できない。多種の電源を使用可能にする車両もあるが、単一のものに比べてコストが高い。また、電車による直通運転を行う場合、コスト回収の期待が出来ない末端閑散線区まで電化されている必要がある。

## 電車の分類
- サービス形態による分類
  - 客車を参照
- 備えている機能によるもの
  - 制御車（先頭車）
  - 電動車
  - 制御電動車
  - 付随車
- 事業形態による特別な区分
  - 新幹線
  - 路面電車（市電など）

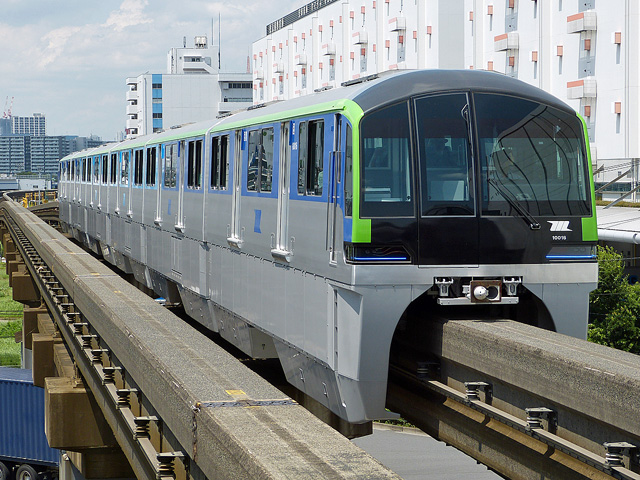
モノレールの一例 (東京モノレール)

  - LRT（ライトレール、Light Rail Transit）
  - 新交通システム車両
  - モノレール車両
  - トロリーバス車両（無軌条電車）
- 駆動系による分類
  - 吊り掛け駆動方式
  - カルダン駆動方式
    - 中空軸平行カルダン駆動方式
    - WN駆動方式
    - TD平行カルダン駆動方式
    - 直角カルダン駆動方式

  - リニアモーター駆動
    - 磁気浮上式（HSST、トランスラピッド） - なお、超電導リニアは車両側に浮上用・走行用の電力を必要としない
    - 鉄輪式（ミニ地下鉄、リニアメトロ） - 都営大江戸線、大阪メトロ長堀鶴見緑地線、大阪メトロ今里筋線などが採用
- 制御系による分類（電気車の速度制御）

| 制御方式                          | 電化方式        | 電動機     | 速度制御の方法                    | 速度制御の方法                                                   | 回生ブレーキ                   | 摘要                                  |
| 制御方式                          | 電化方式        | 電動機     | 定トルク制御域                    | 定出力制御域                                                     | 回生ブレーキ                   | 摘要                                  |
| --------------------------------- | --------------- | ---------- | --------------------------------- | ---------------------------------------------------------------- | ------------------------------ | ------------------------------------- |
| 抵抗制御                          | 直流・（交流）* | 直巻       | 抵抗制御 （+組合せ制御）          | 分流回路による 弱め界磁                                          | 一般に不可                     |                                       |
| チョッパ制御 （電機子チョッパ）   | 直流・（交流）* | 直巻       | チョッパ装置による 電圧制御       | 分流回路による 弱め界磁                                          | 可                             |                                       |
| 界磁位相制御 界磁チョッパ制御     | 直流・（交流）* | 複巻       | 抵抗制御 （+組合せ制御）          | 分巻界磁の制御 による弱め界磁                                    | 可                             |                                       |
| 直巻他励界磁制御 界磁添加励磁制御 | 直流・（交流）* | 直巻       | 抵抗制御 （+組合せ制御）          | 界磁接触端子を用いた回路形成による 電流の添加による弱め界磁（※） | 可                             | ※界磁の位相制御に別途交流電源が必要。 |
| タップ制御                        | 交流            | 直巻       | 変圧器のタップ切換 による電圧制御 | 分流回路による 弱め界磁（※）                                     | 不可                           | ※定トルク制御のみとする場合もあり。   |
| サイリスタ位相制御                | 交流            | 直巻       | 位相制御による 電圧制御           | 分流回路による 弱め界磁（※）                                     | 可 （要サイリスタ インバータ） | ※定トルク制御のみとする場合もあり。   |
| インバータ制御                    | 直流・（交流）  | かご形誘導 | 可変電圧 可変周波数制御           | すべり周波数制御                                                 | 可                             |                                       |

- 電力（電化方式）による分類
  - 直流型電車
  - 交流型電車
  - 交直流電車
- 電源による分類
  - 架空電車線方式
  - 第三軌条・第四軌条方式
  - 蓄電池式
  - 非接触式

## 日本語における「電車」の誤用について
各個人の鉄道車両に対する認識の違いから、鉄道車両全体に対し非電化車両までも｢電車｣と呼んだり、逆に電化車両までも｢汽車｣と呼んだりする言葉の誤用は広く存在する。
日本では人口集中地域における鉄道車両がほぼ電車であることから、鉄道車両全般を電車と総称する誤用が多く見られる。例えば、目の前に停車している気動車や客車を指して、旅客が駅員や乗務員に「電車」と問い合わせることが該当する。また、電化されていない路線の駅で、駅員に列車について「電車」と問い合わせる事も同様である。滑稽な例として、蒸気機関車列車を指して「SL電車」とテレビ番組で表現しているケースもある。
逆に1980年代までは、蒸気機関車時代からの名残で国鉄やJRの電車を「汽車」と呼ぶ人もおり、現代でも年配者の一部に見受けられる。踏切の道路標識でも汽車および一般的な鉄道車両マークで定義している。同一駅に国鉄と私鉄が乗り入れている場合に、国鉄駅を「汽車駅」、私鉄駅を「電車駅」と呼ぶケースもあった（仙石線と石巻線で分離されていた時代の石巻駅など）。
鉄道車両の種別が混同する事情もあるため鉄道事業者としては、電車以外で車両種別の運行があるJRグループ・第三セクター鉄道事業者・私鉄では「列車」と表現することが多く、駅ホームにおける鉄道車両が接近の際に「列車が到着します」等の表示設備のある鉄道駅や、列車種別や運行系統によって駅自動放送・電光掲示板の発車標で使い分けている所もある。ただし、人口集中地域や後述の私鉄でも主に「電車」「電気鉄道」「電鉄」と公式通称も含めて末尾表記されている鉄道事業者において、電車運行しかない鉄道駅の場合は「電車」を普遍的に駅放送や発車時刻表示の接近表示としている駅・事業者も存在する。他には電車線・列車線での区別、各駅で採時を取る「列車ダイヤ」と一部駅のみで採時を取る「電車ダイヤ」といった運用上の区別もある。国鉄時代の車両では、車内の非常用ドアコックの案内表示にも「もし線路に降りるときは特にほかの汽車（列車）や電車にもご注意ください」と記されていた。
JR東海HC85系気動車はシリーズハイブリッド気動車だが、車両形式のカタカナが一般的な電車に用いられる「モ」となっている。
日本国外においては、高速鉄道や先進国の人口集中地域以外においての鉄道路線の電化が日本ほど普及していない事情もある。また、外国語でも「列車」に当たる表現を英語を例に挙げると"train"が鉄道車両の意味に相当するため、鉄道車両を「電車」という表現で示すことは稀である。（「EC」と「EMU」も参照）

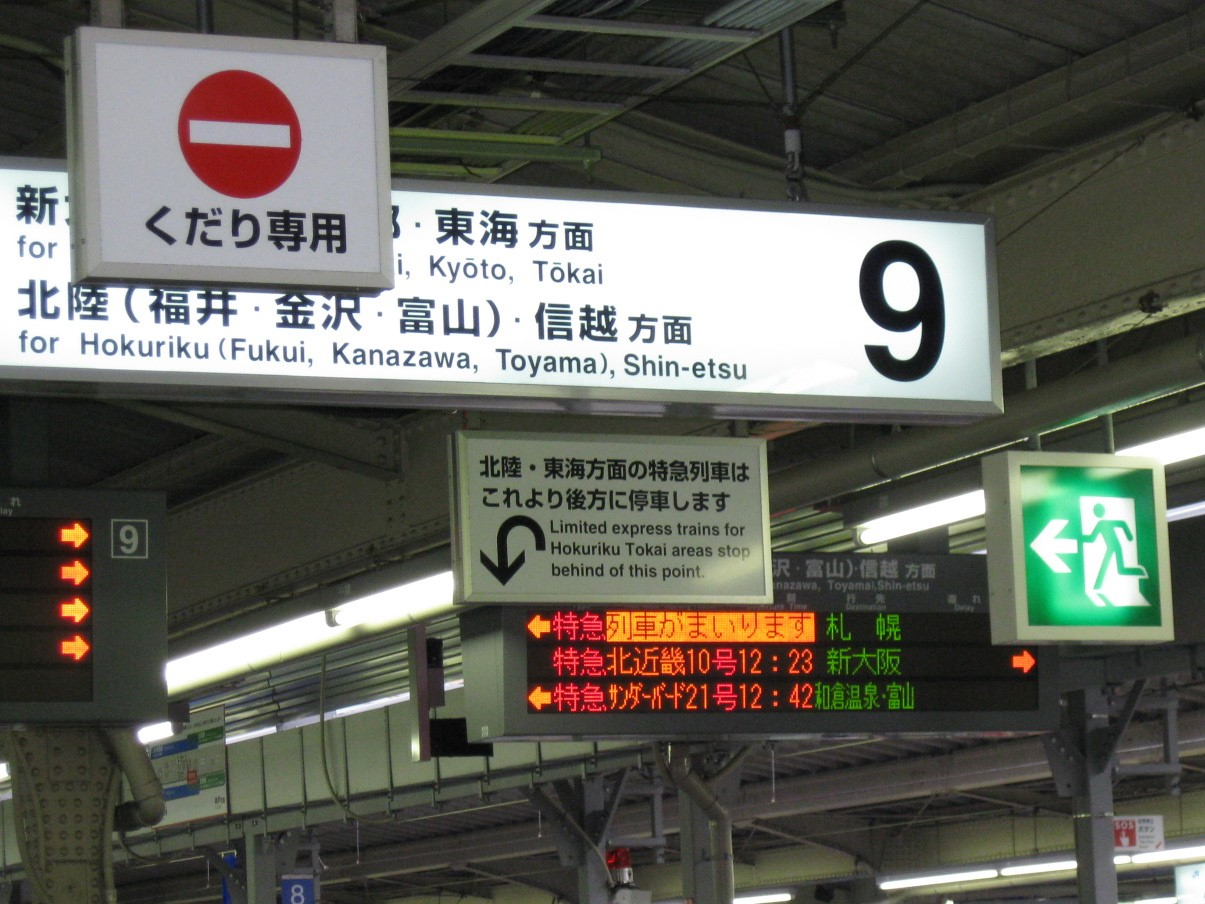
「列車」での列車接近表示例（寝台特急）[注釈 12] （大阪駅・2008年11月）
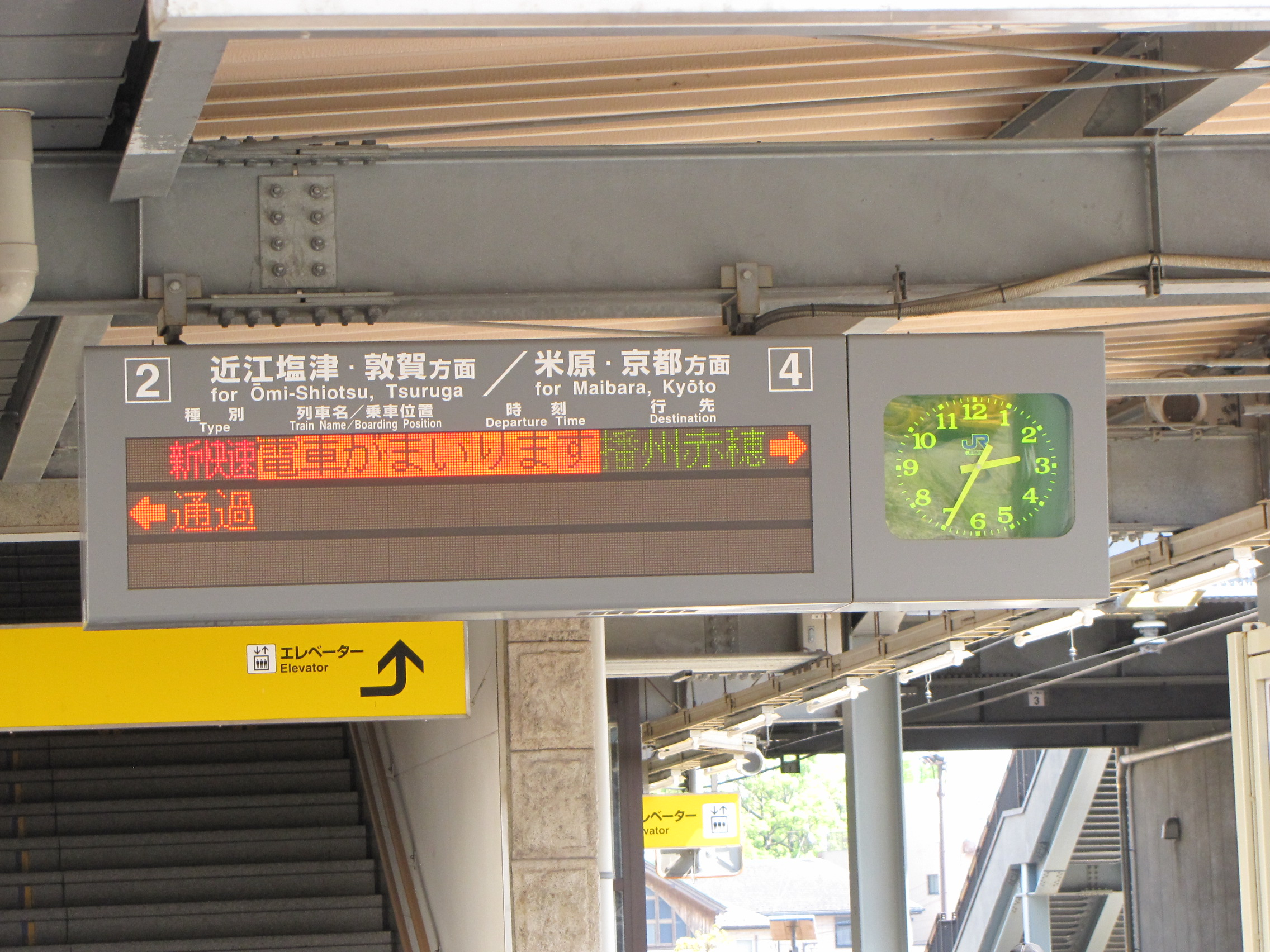
「電車」での列車接近表示例（新快速列車） （長浜駅・2016年5月）
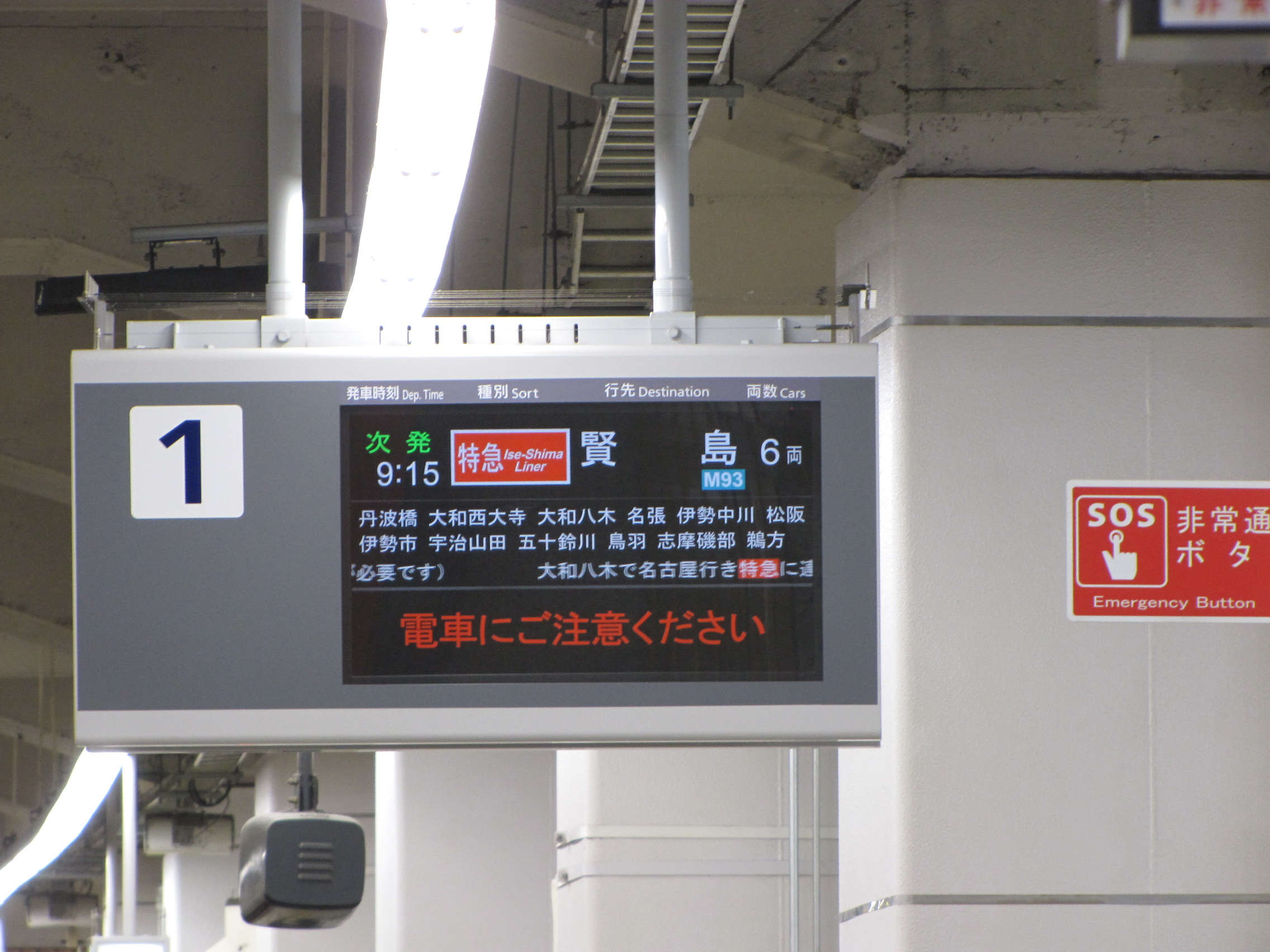
「電車」での列車接近表示例（近鉄特急） （近鉄京都駅・2017年4月）

## 私鉄における「電車」

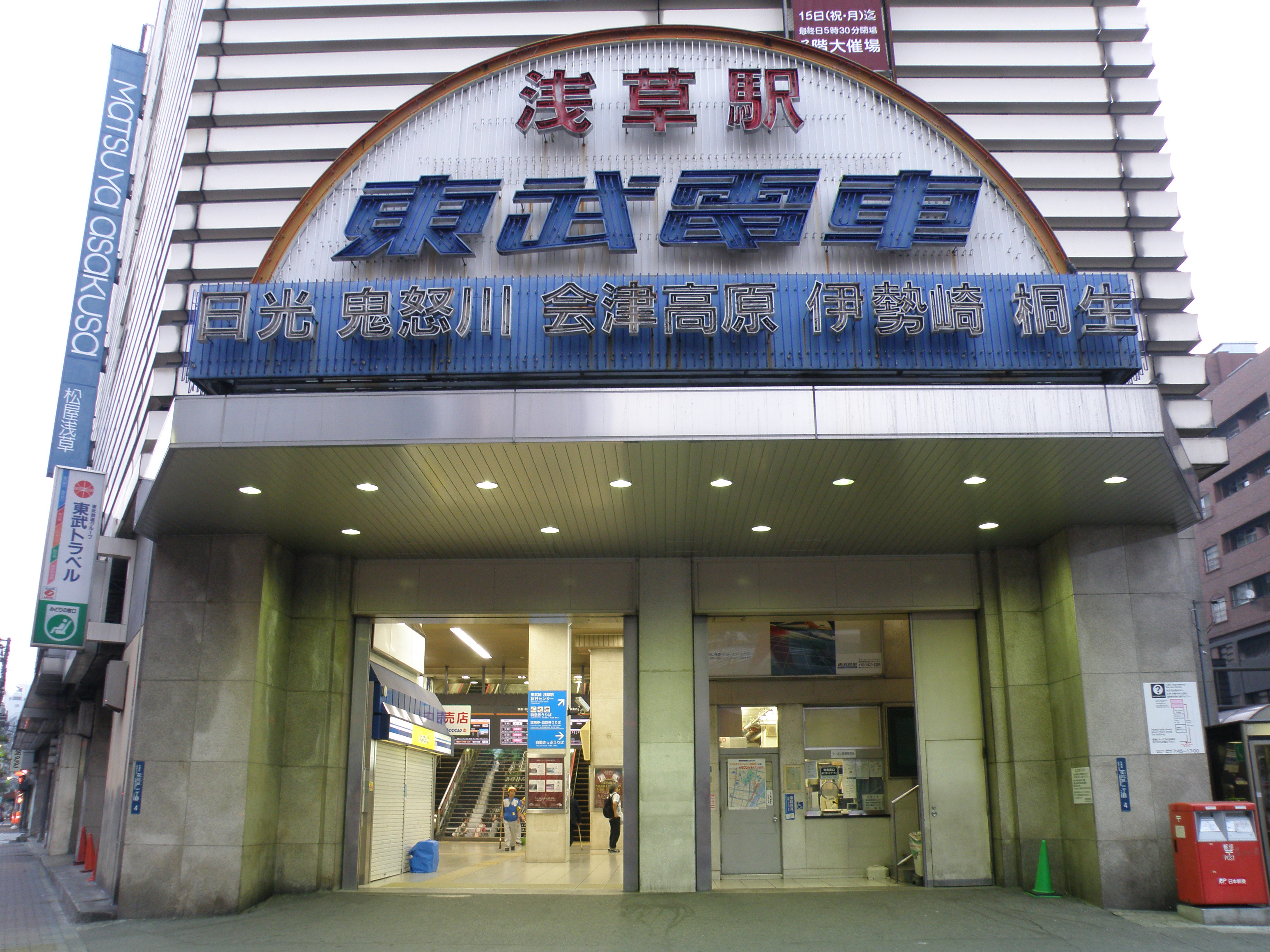
駅舎改装まで東武鉄道浅草駅入口に掲げられていた「東武電車」表記のネオン看板（2008年撮影）

官営鉄道より私鉄の電化が盛んであった近畿圏を中心に、私鉄の路線を「○○電車」と呼び替えることが定着しており、自社の鉄道事業およびその路線について、公式で「○○電車」と称する鉄道事業者がある。「阪神電車」（阪神電気鉄道）、「京阪電車」（京阪電気鉄道）、「山陽電車」（山陽電気鉄道）や、近畿地方以外では「静鉄電車」（ 静岡鉄道）、「遠鉄電車」（遠州鉄道）などが挙げられる。一畑電車（一畑電気鉄道）や岳南電車（岳南鉄道）のように、鉄道部門を運営する子会社名に「電車」を用いる事業者も現れている。
かつては阪急電鉄・京成電鉄・東武鉄道・京王電鉄などもこの呼称を使用していた。また、国有鉄道においても、鉄道省時代には「省線電車」や「省電」、国鉄時代には国電という用語があった。
近畿日本鉄道では、大阪難波駅に特急以外の列車が到着した際にはホームで「近鉄電車をご利用いただきましてありがとうございます」というアナウンスを行う。
JR西日本の京阪神地域における乗り換え案内では、在阪大手私鉄5社に対しては全て「○○電車」という呼称を用いる。